# Callus (patronyme)
Cet article possède un paronyme, voir Callús.
Callus est un patronyme maltais.

## Étymologie
L'origine du nom Callus est obscure. Il se rapproche des mots latins callus, callosus « calleux, dur, épais », dérivés de callum « cal, dureté ».
Le linguiste maltais Joseph Aquilina (en) propose une origine grecque. Il pourrait dériver dans ce cas du mot grec kalos (καλός) « bon, beau ». Pour Mario Cassar, il dérive peut-être du nom de famille italien Calluso,.
La présence de ce nom à Malte est attestée au XVe siècle.

## Distribution du patronyme dans le monde
Selon le site Forebears, en 2014, il y avait dans le monde 1 377 personnes qui portaient ce nom, dont 599 à Malte. En dehors de l'archipel maltais, le nom Callus se rencontre notamment en Australie, au sein de la communauté maltaise (en).

| Pays             | Nombre de personnes portant ce patronyme (2014) |
| ---------------- | ----------------------------------------------- |
| Malte            | 599                                             |
| Australie        | 266                                             |
| Angleterre       | 237                                             |
| États-Unis       | 80                                              |
| Pays de Galles   | 56                                              |
| Canada           | 39                                              |
| Écosse           | 33                                              |
| Suisse           | 27                                              |
| Île de Man       | 21                                              |
| Nouvelle-Zélande | 7                                               |

## Personnalités portant ce patronyme
- Callus